# T-27
Der T-27 war eine in der Sowjetunion ab 1931 in Lizenz gebaute Tankette.

## Geschichte
Nachdem sich im Ersten Weltkrieg die leichten Panzer in ihrer Rolle als Begleit- und Unterstützungsfahrzeug der Infanterie bewährt hatten, entstand die Idee zur Schaffung kleiner superleichter Panzer zur Aufklärung: der Tankette. Erste Entwürfe und Prototypen dieser Fahrzeugklasse entstanden in Großbritannien. Nachdem einsitzige Muster als ungeeignet verworfen wurden (ein Mann war mit der Aufgabenfülle als Fahrer, Schütze und Kommandant überlastet), entstand 1927 ein erfolgreiches zweisitziges Muster, welches nach mehreren Modifikationen und Verbesserungen als Carden-Loyd Tankette Mk. IV bei Vickers-Armstrong in Produktion ging und in zahlreiche Länder exportiert wurde (Polen, Italien, Tschechoslowakei, Frankreich, Japan, Kanada, Ägypten, Belgien). In Frankreich, Italien und Polen verliefen ähnliche Entwicklungen, die aus ihnen resultierenden Muster basieren aber im Wesentlichen alle auf dem britischen Carden-Loyd.
In der Sowjetunion wurde Mitte der 1920er Jahre im Zuge der Überarbeitung der Panzerdoktrin auch die Forderung nach Schaffung eines leichten Aufklärungspanzers laut, der den MS-1 (T-18) im Einsatz unterstützen sollte. Zwischen 1927 und 1930 entstanden verschiedene Entwürfe, zumeist auf Basis des Vorgängermodells T-16. Da diese alle mit verschiedensten Problemen zu kämpfen hatten, wurde entschieden, den britischen Carden-Loyd Tankette Mk.IV nachzubauen. 1930 wurden deshalb eine Serie von 26 Fahrzeugen und die Lizenz zur eigenen Fertigung erworben. Die britischen Fahrzeuge erhielten in der Roten Armee die Bezeichnung 25-V (verschiedentlich auch K-25). Die Planungen sahen vor, 1930 insgesamt 290 und danach jährlich 400 Fahrzeuge zu fertigen.
Der sowjetische Konstrukteur N.N. Kosyrew musste das Muster aber überarbeiten, um es auf sowjetische Fertigungs- und Einsatznormen anzupassen. So wurde der Panzeraufbau vergrößert, das Getriebe geändert und ein sowjetisches MG eingebaut. Durch diese Veränderungen unterschied sich das Fahrzeug nun deutlich vom britischen Original und wurde ab 1931 mit der neuen Bezeichnung T-27 bei Aufklärungseinheiten in Dienst gestellt sowie die Produktion in zwei Werken aufgenommen.
Insgesamt war das Fahrzeug und seine Ausstattung einfach und robust gehalten. Insbesondere fehlte ein Funkgerät, die Verständigung mit anderen Fahrzeugen sollte durch optische Flaggensignale erfolgen. Das Fahrzeug war im Betrieb und Einsatz anspruchslos, jedoch wegen seiner schmalen Ketten für weichen Untergrund nur schlecht geeignet. Ebenso war das Fahrzeuginnere sehr eng, so dass keine allzu großen Leute Platz fanden. Der Motor war ein Lizenzbau des Ford-AA.
Es entstanden 3.328 dieser Fahrzeuge, die auch eine wichtige Rolle bei der Schaffung mechanisierter Einheiten spielten. 1933 erhielten auch Luftlandetruppen T-27, die unter dem Rumpf von Tupolew TB-3-Bombern als Außenlast transportiert wurden. Ende der 1930er-Jahre wurden die T-27 bei den Kampfeinheiten ausgemustert. Sie dienten nach Umbauten anschließend aber noch als Fahrschulpanzer oder als Zugmittel für leichte Feldgeschütze. Ebenso erfolgten verschiedene Versuche zur Erweiterung der taktischen Aufgaben: in kleiner Serie entstanden Ausführungen als Flammenwerfer, als 37-mm-Sturmgeschütz oder als tauchfähiger Panzer; Versuche zur Schaffung eines 76-mm-Sturmgeschützes (unter anderem auch mit rückstoßfreier Kanone) endeten als Fehlschläge, ebenso wie die Ausstattung mit Raketenwerfern an den Seiten des Aufbaus.
Per 1. Januar 1942 befanden sich immer noch 2.157 T-27 im Bestand, welche zur Unterstützung von Kämpfen bis 1942, unter anderem bei der Schlacht um Moskau, noch im Einsatz standen.
Einzelne erbeutete T-27 wurden von der Wehrmacht unter der Bezeichnung Panzerkampfwagen T 27 A 734 (r) bei Sicherungseinheiten im besetzten Hinterland der Sowjetunion und als Zugmaschinen eingesetzt.

## Technische Daten
| Steigfähigkeit       | 30°                                |
| Überschreitfähigkeit | 1,20 m                             |
| Kletterfähigkeit     | 0,50 m                             |
| Watfähigkeit         | 0,50 m                             |
| Fahrbereich          | 110 km                             |
| Bewaffnung           | 1 MG 7,62 mm (DT / 2.500 Patronen) |